# Son Sohui
Son So-heui (en hangeul : 손소희, 2 septembre 1917 - 7 janvier 1987) est une poétesse sud-coréenne.

## Biographie
Son So-heui est née le 2 septembre 1917 à Gyeongseong dans la province de Hamgyeongbuk-do. Elle est diplômée du lycée Hamheung Yeongsaeng en 1936. Elle part ensuite au Japon où elle fréquente l'université Nihon mais retourne en Corée peu de temps après en raison d'une maladie. En 1939, alors qu'elle travaillait comme journaliste pour le quotidien Manseon Ilbo, elle entame sa carrière littéraire avec la publication de dix poèmes dans un recueil collectif de poèmes, Poèmes de 10 coréens en Mandchourie (Jaeman Joseonin sibin sijip). Elle devient écrivain à temps plein en 1946, lorsque sont publiées  ses nouvelles : Échappatoire (Dopi) dans la revue Nouvelle Génération (Sinsedae) et Adieu à Maek (Maege-ui Myebyeol) dans la revue Peuple en blanc (Baengmin). En 1949, elle fonde la revue Comète (Hyeseong) avec Yun Suk-hui et Cho Gyeong-hui. Elle reprend ses études en 1957 à l'âge de 40 ans en s'inscrivant dans le département de littérature anglaise de l'université Hankuk des études étrangères et obtient une licence en 1961.
Elle décède le 7 janvier 1987 à l'âge de 69 ans.

## Œuvre
Ses premières œuvres telles que Le jour d'avant (Geu jeonnal), Remords (Hoesim), et Cauchemar (Hyungmong) explorent le thème du nationalisme coréen pendant l'occupation japonaise ainsi que l'amour romantique entre homme et femme. Ce dernier thème est considéré comme son sujet de prédilection. Ses œuvres sont caractérisées par de fines observations sur la psychologie de ses personnages. Grâce à ces techniques, elle illustre la beauté de l'amour qui transcende le conflit entre monde intérieur et monde extérieur.
Le Vent du Sud (Nampung, 1963) met en scène pas moins de quinze ans d'histoire de la Corée avec la fin de l'occupation japonaise et le déclenchement de la guerre de 1950-1953, pages d'histoires mises en relation avec une histoire d'amour entre deux amants.
Elle a été présidente de l'Association des femmes écrivains en Corée (Hanguk yeoryu munin hyeophoe) de 1974 jusqu'à sa mort en 1987.
Ses recueils de nouvelles comprennent Lorsque les iris fleurissent (Changpo pil muryeop, 1959), La lumière du soleil ce jour-là (Geunarui haetbicheun, 1962), Passant le pont (Darireul geonneol ttae, 1965) et Le Cri du choucas (Galgamagwi geu sori, 1971).